# Pierre Albarran
Pierre Albarran (n. 18 mai 1893, Chaville, Seine-et-Oise, Franța – d. 24 februarie 1960, Paris, Île-de-France, Franța) a fost un jucător de tenis ce a reprezentat Franța, medaliat olimpic. A participat la o ediție a Jocurilor Olimpice (1920) în care a câștigat o medalie de bronz.

## Participări
Lista de mai jos prezintă principalele competiții la care a participat Pierre Albarran de-a lungul carierei.
- tennis at the 1920 Summer Olympics – men's doubles[*]